# Јан Хартинг
Јан Хартинг  је био индонежански фудбалски дефанзивац који је играо за Холандску Источну Индију на Светском првенству у фудбалу 1938. године. Такође је играо за ХБС Соерабају . Хартинг је преминуо.